# Карл Вендлінґ (піаніст)
Карл Вендлінґ (нім. Karl Wendling; 14 листопада 1857, Франкенталь (Пфальц) — 20 червня 1918, Лейпциг) — німецький піаніст і музичний педагог.
Закінчив Лейпцизьку консерваторію (1881), учень Йоганнеса Вейденбаха (фортеп'яно) і Саломона Ядассона (теорія). Протягом трьох років викладав в Майнці, а з 1884 року в Лейпцизькій консерваторії. Серед його учнів, зокрема, Корнеліс Доппер, Вільґельм Реттіх, музикант українського походження — Олександр Веприк.
Як піаніст відомий, зокрема, своїм зверненням до т. зв. експериментальної клавіатури, винайденої Паулем фон Янко. Як акомпаніатор виступав, зокрема, з співачками Катерина Клафскі і Фанні Моран-Ольден, скрипалькою Терезіною Туа. 1905 року в Лейпцигу здійснив ряд записів для фірми Welte-Mignon (п'єси Ядассона, Йоахіма Раффа, Едварда Гріга, Крістіана Сіндінга, Жоржа Бізе та ін.).